# Vila (Portugal)

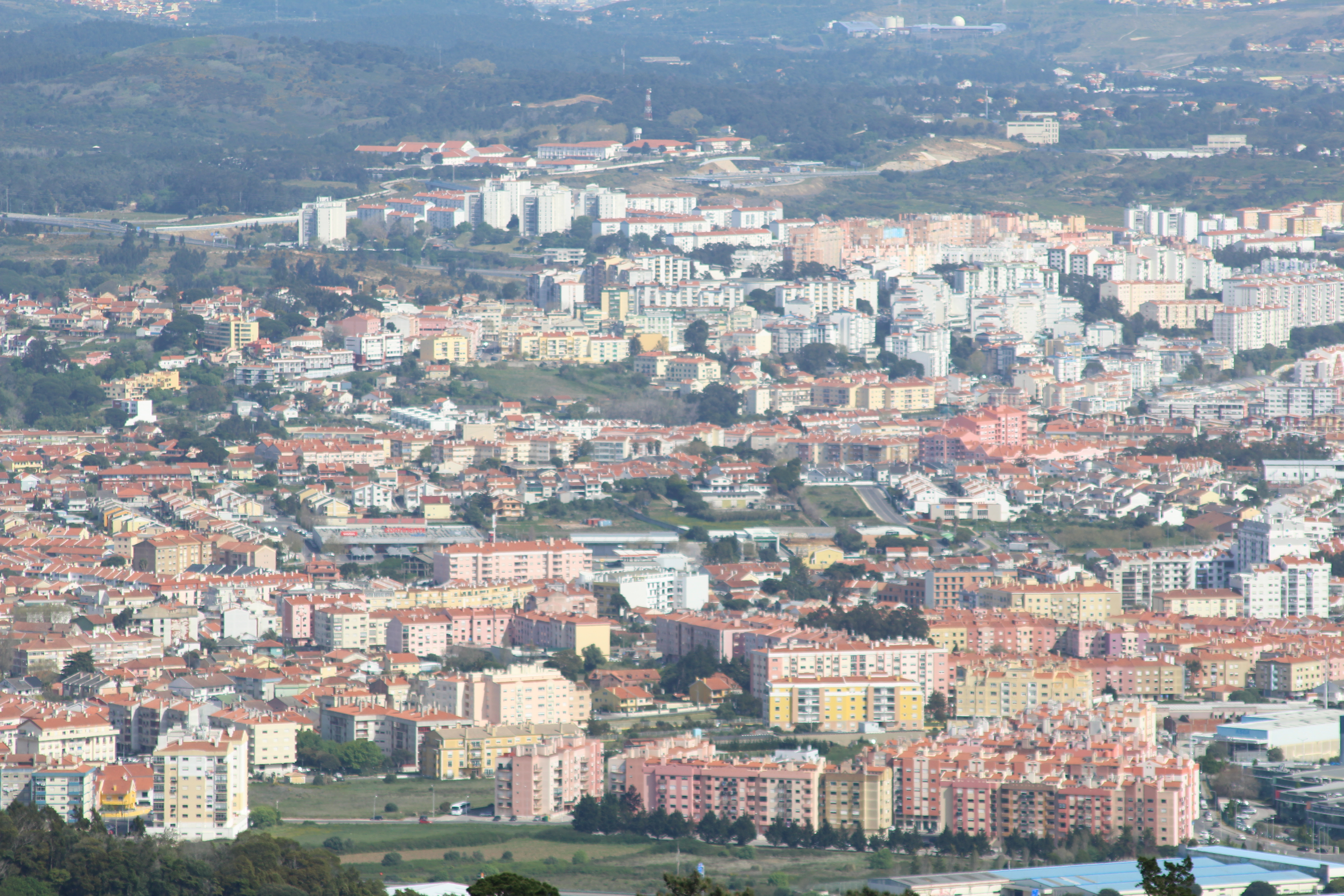
Algueirão - Mem Martins (vila)

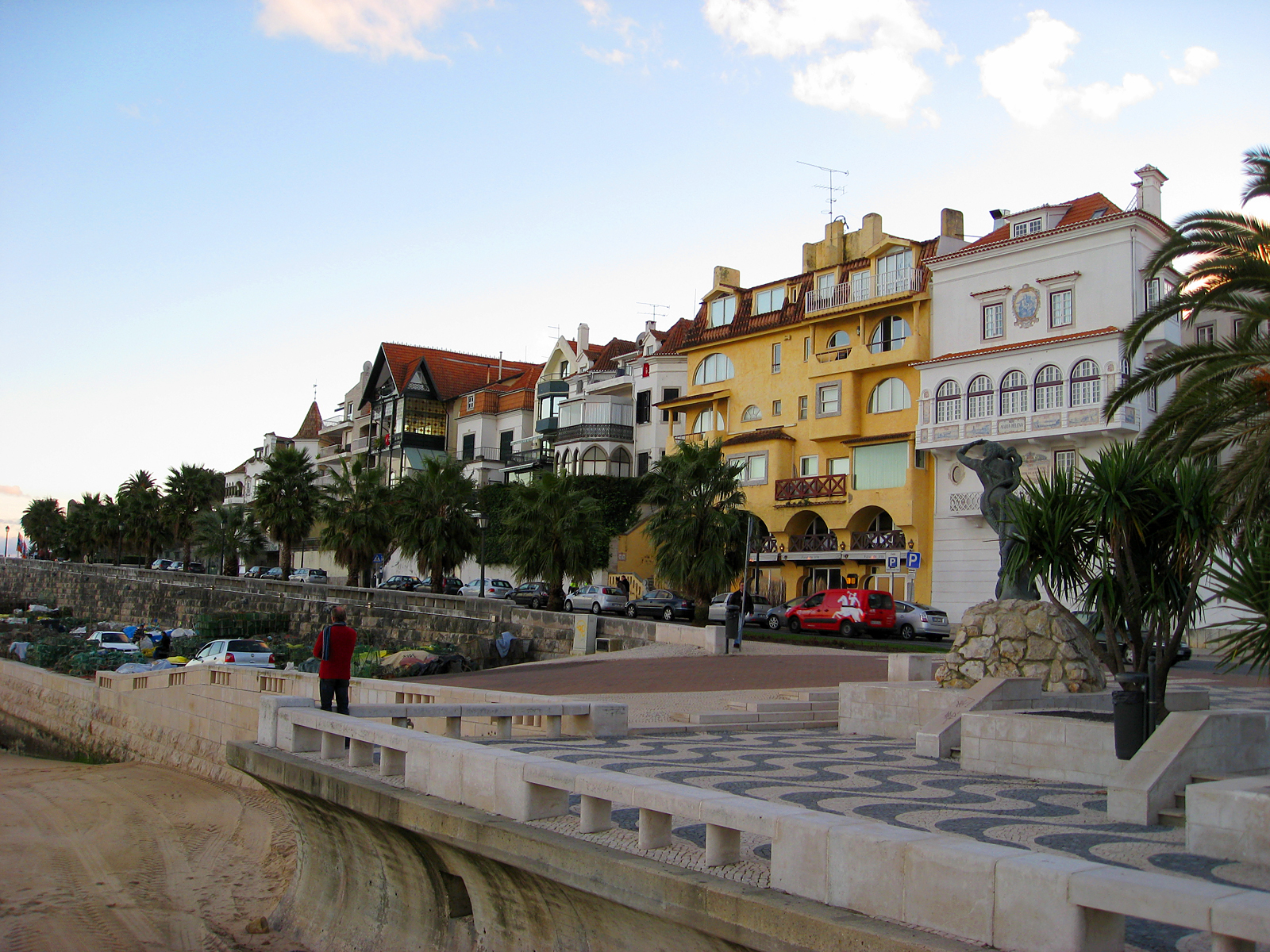
Cascais (vila)

Vila (svenska: ungefär småstad) är en portugisisk tätortskategori mellan by (aldeia) och stad (cidade). Ofta är en vila huvudort i en kommun eller kommundel. År 2019 fanns 519 tätorter med status vila. Viktigt att anmärka i sammanhanget att det finns tätorter som heter Vila men som inte klassas som vila – till exempel Vila Real och Vila Real de Santo António är städer samtidigt som Vila Cova à Coelheira är en kommundel i kommunen Seia och Vila Chã en kommundel i kommunen Alijó.
Traditionellt har en vila haft en ”nästan självförsörjande ekonomi”, med ”betydande handel och tjänstesektor”, och en befolkning någonstans mellan 1 000 och 10 000 invånare.
I våra dagar, fastställer en lag från 2 juni 1982 att en tätort kan räknas som vila om den har fler än 3 000 registrerade väljare och förfogar över minst hälften av ett antal upptecknade institutioner som t.ex. vårdcentral, kollektiv trafik, grund- och gymnasiesola, bankverksamhet och handels- och hotellverksamhet. Undantagsvis kan en tätort även räknas som vila av ”historiska, kulturella eller arkitektoniska” skäl.

## Etymologi
Benämningen vila härstammar från latinets villa (”lantegendom”).

## Bilder

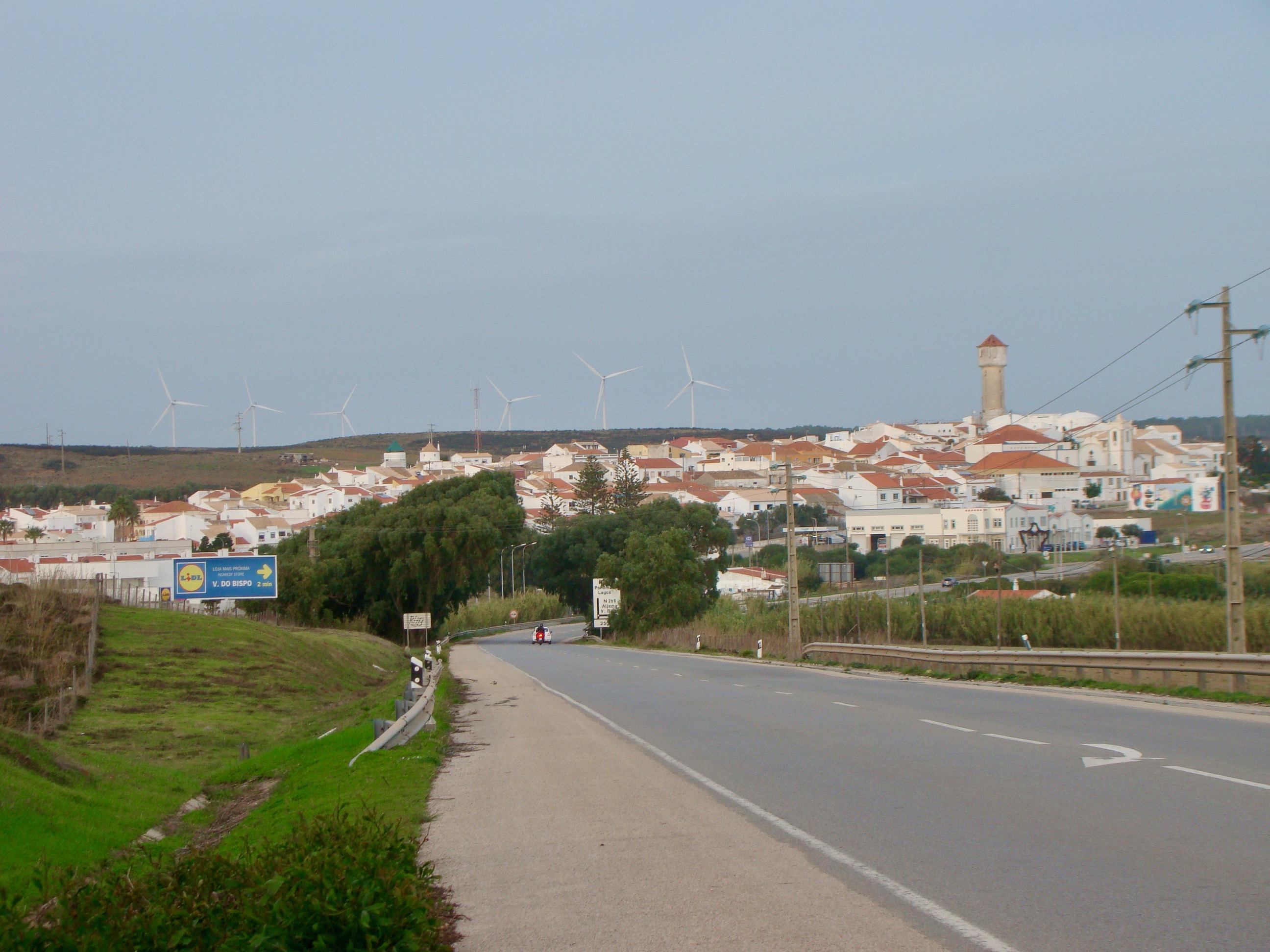
Vila do Bispo
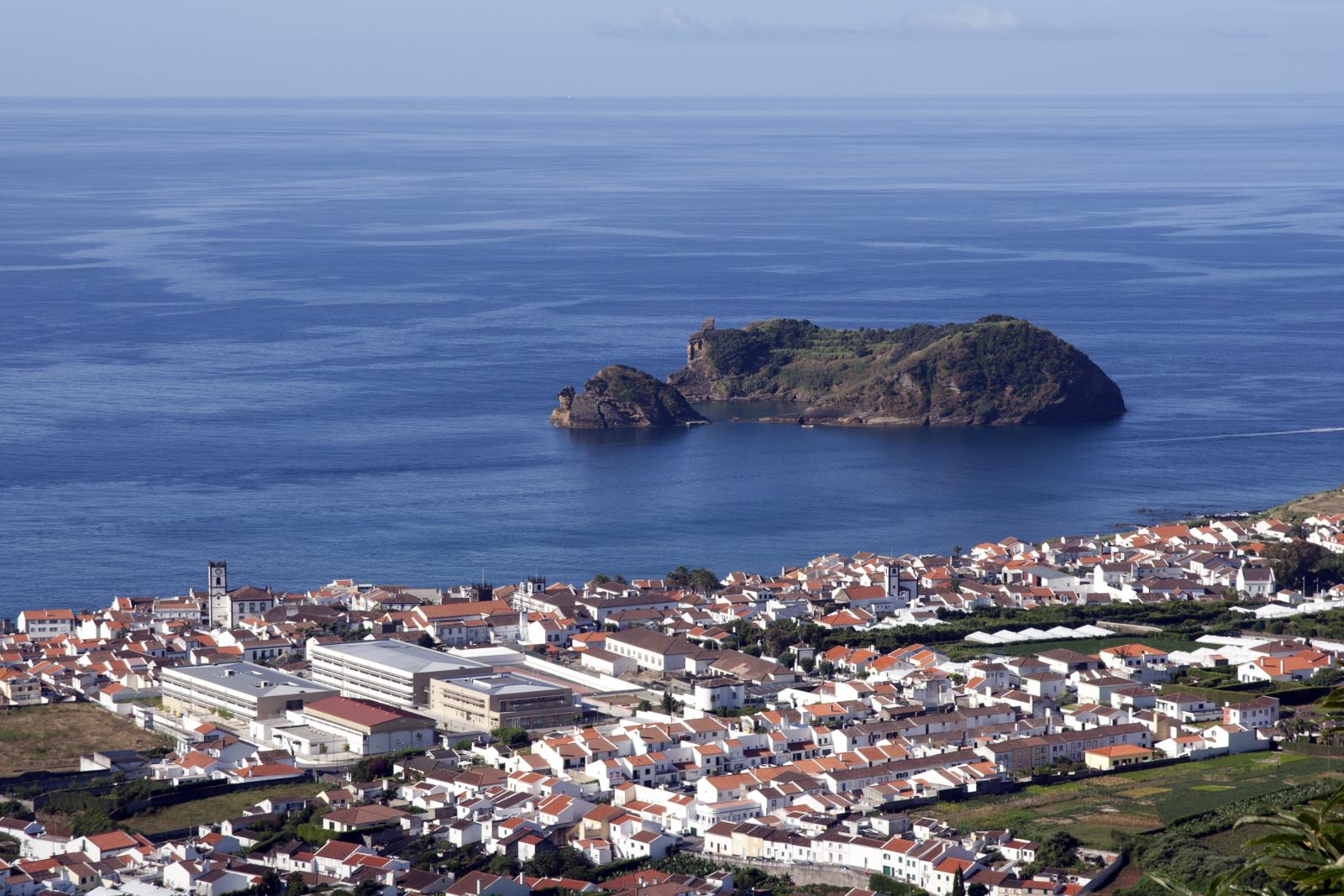
Vila Franca do Campo (Azorerna)
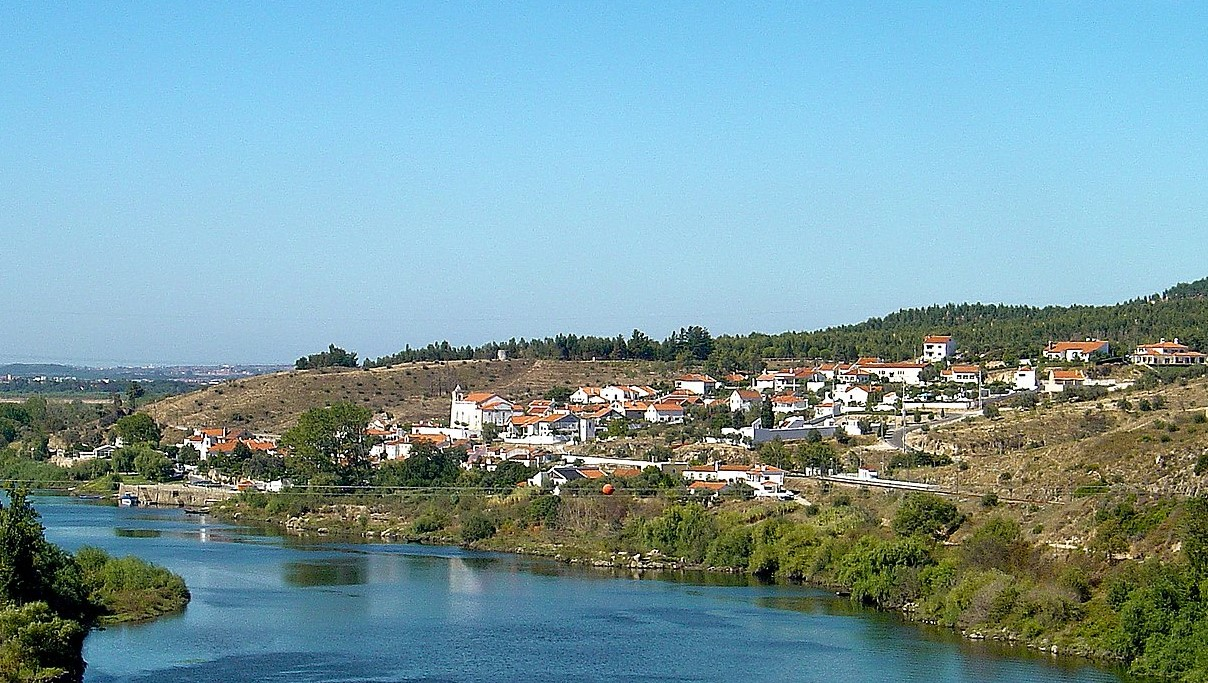
Vila Nova da Barquinha
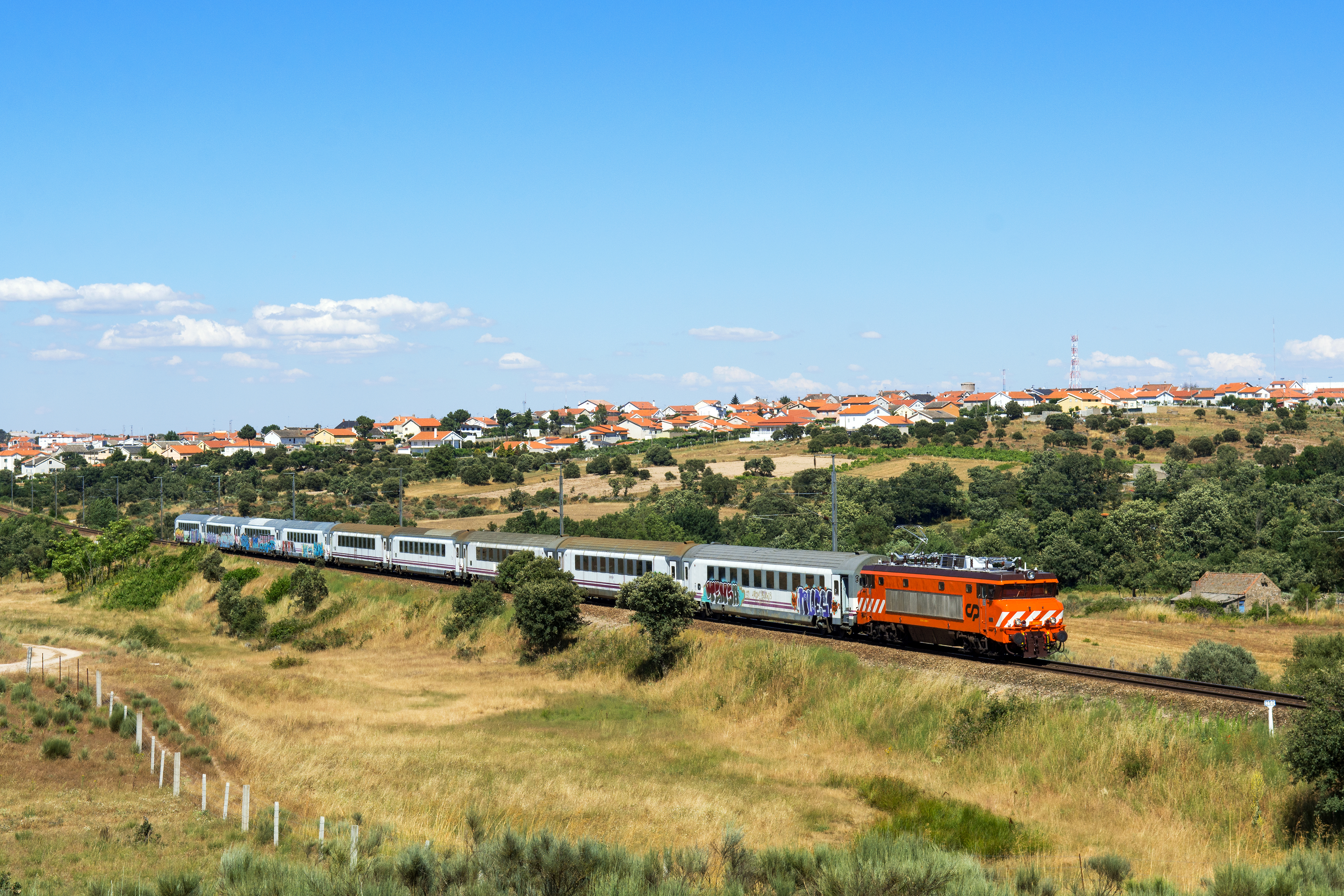
Vilar Formoso
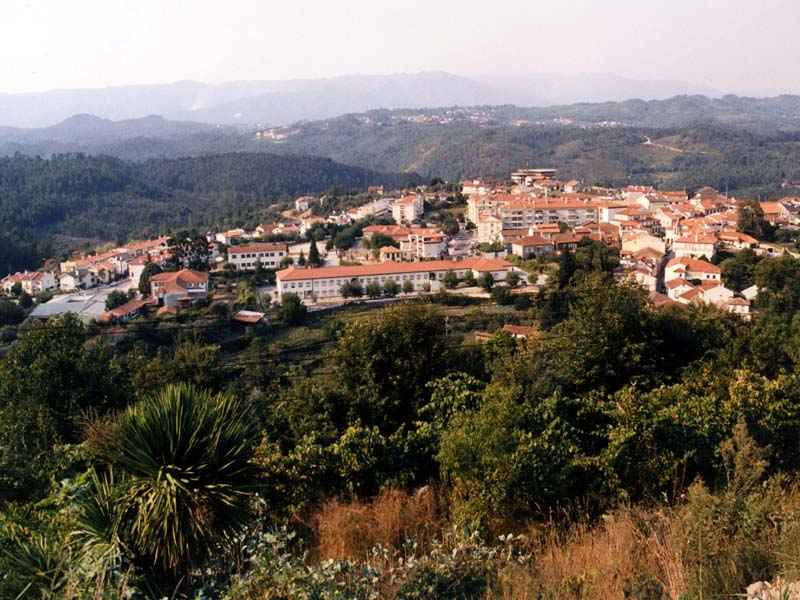
Vouzela
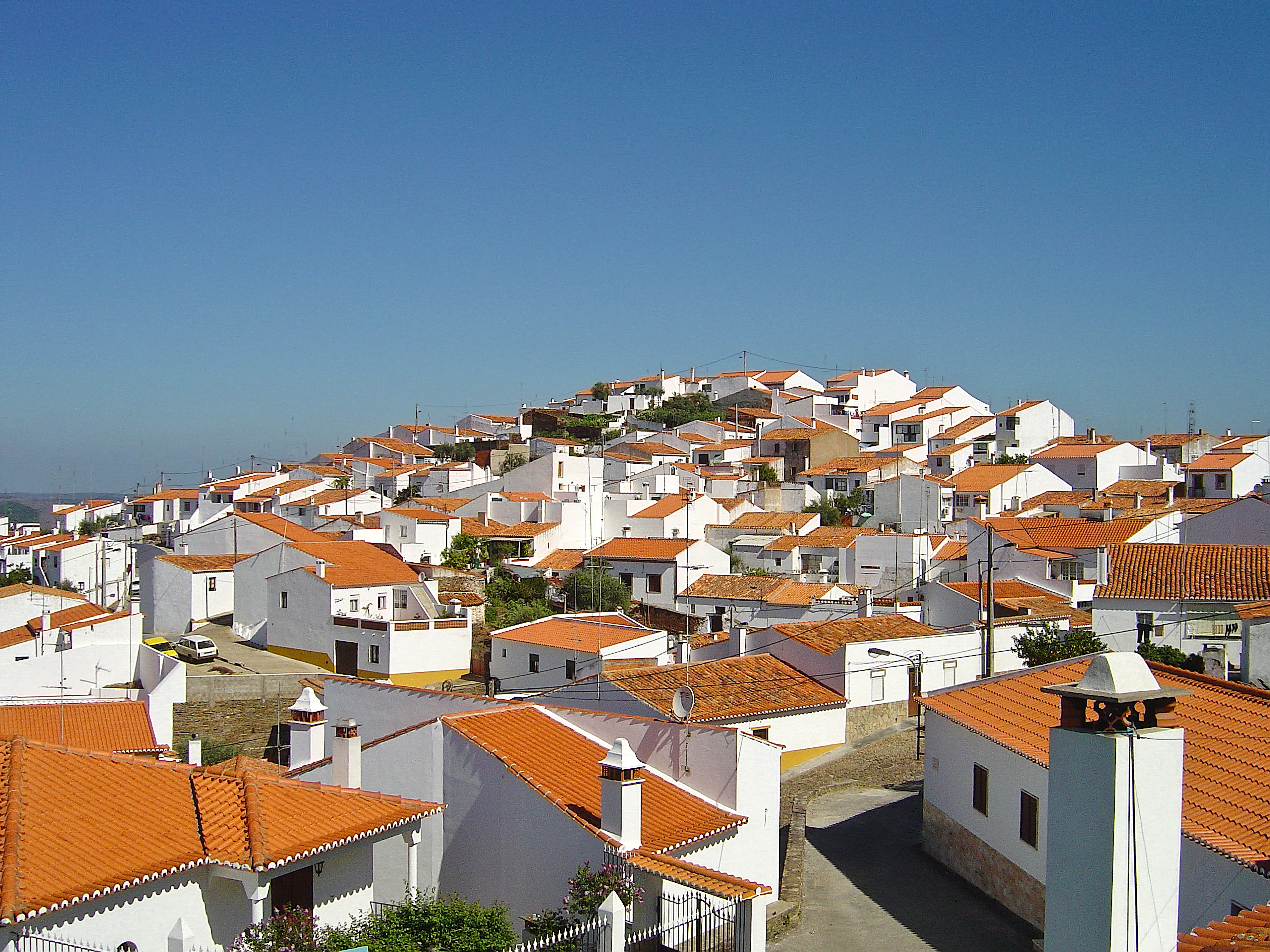
Barrancos